# گئورگ کاریدیا
گئورگ کاریدیا (یونانی: Γεώργιος Αριστείδης Καρυδιάς؛ ۲۰ فوریهٔ ۱۸۶۹ – ۲۱ آوریل ۱۹۳۷) تنیس‌باز یونانی‌تبار اهل بریتانیا بود.
از باشگاه‌هایی که در آن بازی کرده‌است می‌توان به باشگاه تنیس چمن آتن اشاره کرد.
وی در مسابقات کشوری و بین‌المللی در مجموع برندهٔ ۲ مدال نقره شده‌است.